# August Leopold Crelle

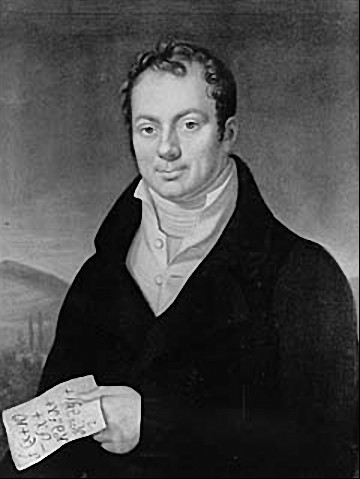
August Leopold Crelle, 1780-1855

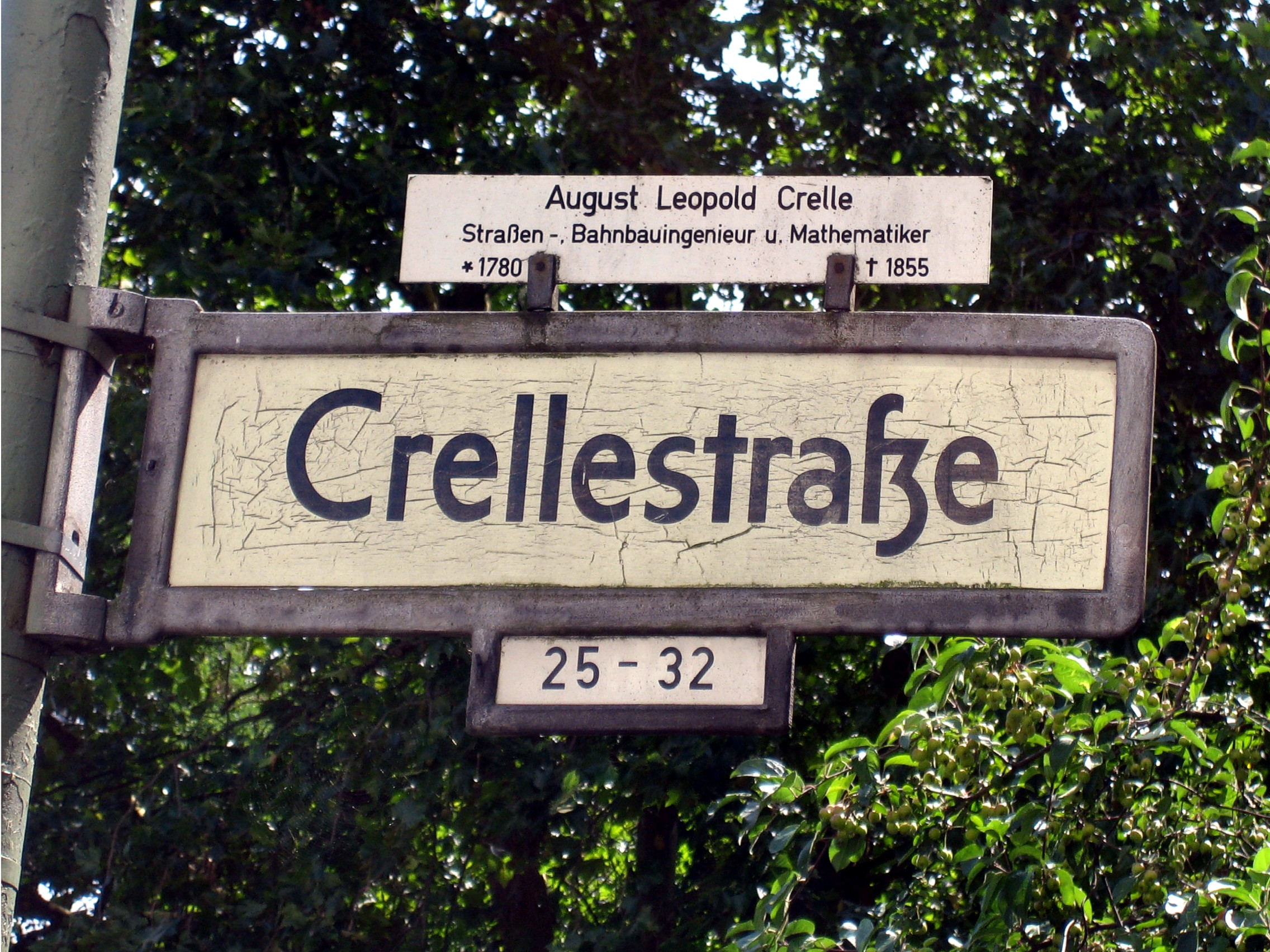
Straatnaambordje in Berlijn

August Leopold Crelle (Eichwerder (bij Wriezen), 11 maart 1780 - Berlijn, 6 oktober 1855) was een Duitse wiskundige, architect en ingenieur. Hij is echter in het bijzonder bekend als de oprichter van het wiskundetijdschrift Journals für die reine und angewandte Mathematik, dat naar hem ook wel Crelle's Journal wordt genoemd. 
Crelle was een autodidact. Hij bouwde zijn grote kennis op velerlei gebied op door zelfstudie. Hij toonde een bijzondere interesse in de wiskunde, later ook in de politieke wetenschappen. Na deze zelfstudie startte hij zijn werkzame leven in de wegenbouw. Nadat hij bij het Pruisische staatsbouwbedrijf verschillende ondergeschikte posities had bekleed, werd hij later eerst in een hoge leidinggevende positie (Geheimen Oberbaurat) en later tot lid van de directie (Oberbaudirektion) benoemd. De meeste van de in de Pruisische staat tussen 1816 en 1826 gebouwde kunstwerken (gewone wegen, waterwegen en spoorwegen) werden met zijn medewerking gebouwd, de spoorlijn van Berlijn naar Potsdam later zelfs naar zijn ontwerp. 
Hij stichtte in 1826 het Journal für die reine und angewandte Mathematik. Hij was de uitgever van dit blad. Het Journal was het eerste grote wiskundige tijdschrift dat niet bij een landelijke academie was aangesloten en werd gelijk vanaf het begin het toonaangevende wiskundige tijdschrift. Het blad bestaat vandaag de dag nog steeds. Gelijk in de eerste periode slaagde Crelle er in belangrijke wiskundigen zoals Niels Abel, Jakob Steiner, Peter Gustav Lejeune Dirichlet, Ernst Kummer, Carl Jacobi en Ferdinand Eisenstein in zijn blad te laten publiceren. Met deze auteurs nam hij het met succes op tegen de reeds gevestigde, gezaghebbende Franse wiskundige tijdschriften. Crelle zelf werd snel een vaste waarde in het wetenschappelijke en sociale leven van Berlijn. 
Reeds in 1815 bekleedde hij een hoge ambtenarenpositie op het gebied van de ruimtelijke ordening (Oberbaurat) in de Pruisische ambtenarij. In 1828 werd hij lid van Pruisische Academie van Wetenschappen. Nadat hij in 1849 om gezondheidsredenen ontslag uit de staatsdienst had genomen, stierf August Leopold Crelle op 6 oktober 1855 in Berlijn.
Als herinnering aan de wiskundige en bouwmeester kreeg in 1958 de verbindingsstraat van Kaiser Wilhelm Platz naar St.-Matthäus Kirchof, parallel aan een door hem aangelegde spoorweg in de Berlijnse deelgemeente Schöneberg zijn naam: de „Crellestraße“.